# Могучий Джо Янг (фильм, 1949)
«Могучий Джо Янг» (англ. Mighty Joe Young) — американский чёрно-белый фантастический фильм 1949 года, снятый по мотивам кинокартины «Кинг Конг» 1933 года режиссёром Мэриан К. Купер, который стал продюсером этой ленты. Фильм снял режиссёр Эрнест Б. Шедсак, а главные роли в фильме сыграли Терри Мур и Бен Джонсон (дебют в большом кино для второго). Над анимационными эффектами фильма работали Рэй Харрихаузен, Пит Питерсон и Марсель Дельгадо.

## Сюжет
«Могучий Джо Янг» рассказывает историю молодой женщины Джилл Янг, живущей на ранчо своего отца в Африке, которая с младенчества воспитывала главного героя, большую гориллу, и спустя годы привозит его в Голливуд в поисках своего состояния, чтобы спасти семейную усадьбу.

## В ролях
- Том Кеннеди — полицейский (в титрах не указан)